# Kloster Les Vaux-de-Cernay
Das Kloster Les Vaux-de-Cernay ist eine ehemalige Zisterzienserabtei in Frankreich. Es liegt in der Gemeinde Cernay-la-Ville im Département Yvelines, Region Île-de-France, rund 12 Kilometer nordöstlich von Rambouillet im Tal der Ru des Vaux in der Nähe des Tals von Chevreuse, einst an der Grenze zwischen den Diözesen Paris und Chartres.

## Geschichte
Das im Jahr 1118 von Simon de Neauphle-le-Château und seiner Frau Eve gestiftete Kloster gehörte der Kongregation von Savigny an. Der Bau stand unter dem Schutz des Königs Ludwig VII. Es schloss sich mit der Kongregation von Savigny im Jahr 1147 dem Zisterzienserorden an und unterstellte sich der Filiation der Primarabtei Clairvaux. Das Kloster hatte zwei Tochtergründungen: Kloster Le Breuil-Benoît und das Nonnenkloster Le Trésor. Es übernahm auch die geistliche Aufsicht über das nahegelegene Nonnenkloster Port Royal des Champs (ursprünglich Porrois), einer direkten Gründung des Klosters Cîteaux. Es besaß unter anderem Grangien in Marly und Tremblay-sur-Mauldre, es verfügte auch über ein Stadthaus in Paris in der Nähe der Place des Vosges. Sechster Abt war Guy des Vaux-de-Cernay, wie auch Peter von Vaux-de-Cernay ein Prediger im Albigenserkreuzzug gegen die Katharer. Von 1235 bis 1247 war Theobald von Marly Abt, unter dem das Kloster sein goldenes Zeitalter erlebte. Im 16. Jahrhundert fiel es in Kommende. Kommendataräbte waren unter anderem Henri de Bourbon de Verneuil, ein Bastard von König Heinrich IV., und König Johann II. Kasimir von Polen. 1624 fand in Vaux-de-Cernay das erste Generalkapitel des reformierten Zisterzienserordens (aus dem später die Trappisten hervorgingen) statt. 1791 zählte das Kloster noch 12 Mönche. Es wurde im Laufe der Französischen Revolution aufgelöst und teilweise abgebrochen.
1873 kaufte Baronin Charlotte de Rothschild (1825–1899), Witwe des Bankiers Nathaniel de Rothschild (1812–1870), die Ruine und ließ umfassende Restaurierungsarbeiten durchführen. Sie verwandelte die Anlage in ein Landhaus, das bis 1945 im Besitz ihrer Nachfahren blieb. 1926 und 1941 erfolgte die Klassifizierung als Monument historique. 1930 wurden in der Kirche Grabungen durchgeführt. Im Zweiten Weltkrieg war das ehemalige Kloster zunächst Hauptquartier der deutschen und dann der amerikanischen Truppen. Im Jahr 1945 verkaufte Henri James de Rothschild, Enkel der Charlotte de Rothschild, die Anlage an den französischen Flugzeugbauer Félix Amiot. Es dient heute als Hôtellerie der Luxusklasse.

## Bauten und Anlage

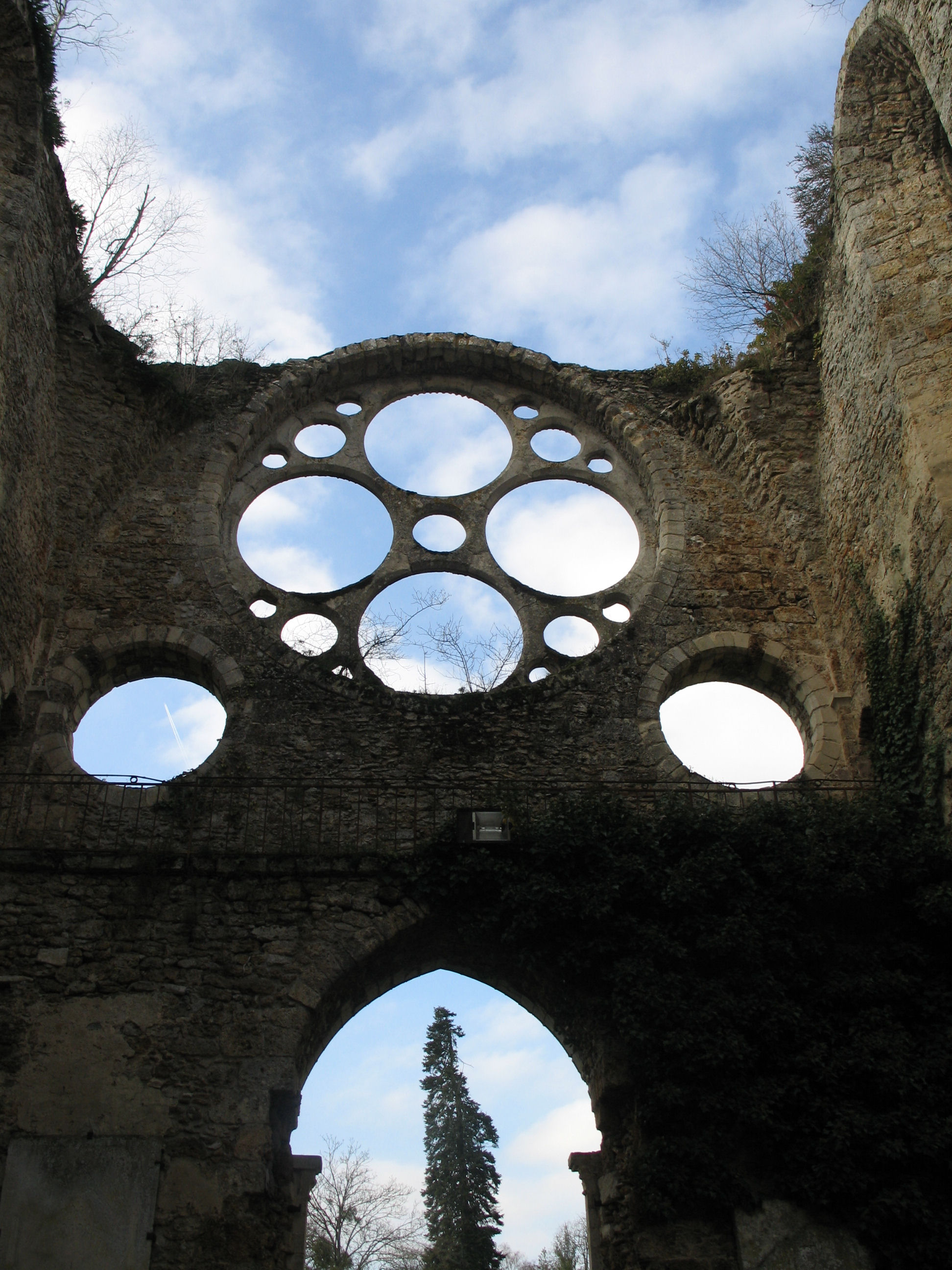
Kirchenfassade aus dem Langhaus

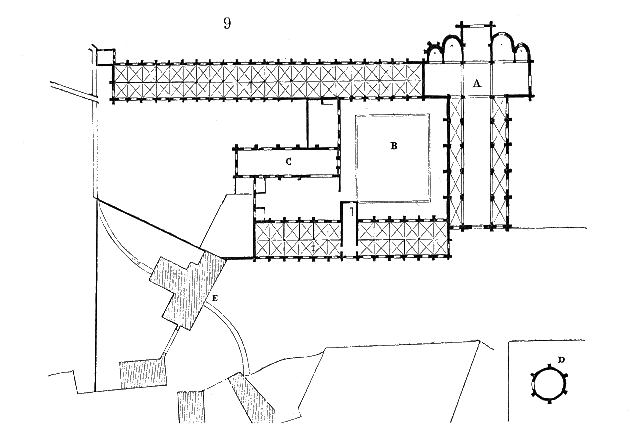
Grundriss der Abtei

Vorhanden sind noch zwei befestigte Torhäuser. Die gegen 1135 begonnene Kirche ist ruinös erhalten. Der Chor war zweijochig mit flachem Chorhaupt. An das Querhaus schlossen sich auf beiden Seiten je zwei gestaffelte Kapellen ähnlich wie in Furness Abbey an. Das Langhaus war dreischiffig zu fünf Jochen. Die Fassade (um 1180–1190) besitzt eine große Fensterrose mit origineller Komposition, zwei Oculi und ein spitzbogiges Portal. Der 1540 rekonstruierte Kreuzgang, der nicht gewölbt war, lag im Norden (links von) der Kirche. Sakristei und Kapitelsaal sind durch einen neugotischen Bau ersetzt. Vorhanden ist noch der große Mönchssaal (Skriptorium), eine zweischiffige gotische Halle mit Kreuzrippengewölben. Der Konversentrakt im Westen aus der zweiten Hälfte des 12. Jahrhunderts wurde als Wohntrakt der Baronin Rothschild ausgebaut.